# Kroatiens herrjuniorlandslag i ishockey
Kroatiens herrjuniorlandslag i ishockey representerar Kroatien i ishockey för herrjuniorer. Laget spelade sin första landskamp den 11 november 1992 i Riga under kvalspelet till juniorvärldsmästerskapets C-grupp, och förlorade då med 0-10 mot Lettland.

### Fotnoter
1. ↑  ”Championnat du monde 1993 des moins de 20 ans”. Hockeyarvhives. 1992-1993. http://www.passionhockey.com/hockeyarchives/U-20_1993.htm. Läst 16 december 2013.